# Dragey-Ronthon
Dragey-Ronthon település Franciaországban, Manche megyében. Lakosainak száma 789 fő (2022. január 1.). Dragey-Ronthon Champeaux, Bacilly, Jullouville, Genêts, Saint-Jean-le-Thomas és Sartilly-Baie-Bocage községekkel határos.

## Népesség
A település népességének változása:
| Lakosok száma | 807  | 817  | 835  | 824  | 814  | 805  | 795  | 791  | 789  |
|               | 2013 | 2015 | 2016 | 2017 | 2018 | 2019 | 2020 | 2021 | 2022 |